# Monistrol de Montserrat
Monistrol de Montserrat este o localitate în Spania în comunitatea Catalonia în provincia Barcelona. În 2007 avea o populație de 2.903 locuitori. Este situat in comarca Bages.
1. ↑  Nomenclátor Geográfico de Municipios y Entidades de Población (20240402 edition)
2. ↑   https://www.naciodigital.cat/manresa/noticia/110212/investidura-pp-monistrol-de-montserrat-nuria-carreras, accesat în 11 martie 2024 Lipsește sau este vid: |title= (ajutor)
3. 1 2   http://www.idescat.cat/pub/?id=aec&n=925&t=2016 Lipsește sau este vid: |title= (ajutor)